# پاک‌باخته (فیلم ۱۳۵۵)
پاک‌باخته فیلمی به کارگردانی و نویسندگی رضا میرلوحی، محصول سال ۱۳۵۵ است.

## خلاصه داستان
ناصر و غلام که از زندان آزاد شده‌اند، با دزدی روزگار می‌گذراندند. ناصر به دنبال مریم (هاله نظری) می‌گردد تا پسرش را که به وی امانت داده پس بگیرد اما در همین بین از مریم خوشش می‌آید و با وی ازدواج می‌کند.

## بازیگران
- همایون
- هاله
- بهرام وطن‌پرست
- مرتضی عقیلی
- امید همایون
- کاظم روشن‌ضمیر
- گیتی فروهر
- هنگامه
- فرخ‌لقا هوشمند
- حسین شهاب
- ذبیح‌الله ذبیح‌پور
- رضا حاجیان